# Sungai Dua Indah
Sungai Dua Indah is een bestuurslaag in het regentschap Rokan Hulu van de provincie Riau, Indonesië. Sungai Dua Indah telt 930 inwoners (volkstelling 2010).